# Marpesia dospassosi
Marpesia dospassosi är en fjärilsart som beskrevs av Munroe 1971. Marpesia dospassosi ingår i släktet Marpesia och familjen praktfjärilar. Inga underarter finns listade i Catalogue of Life.